# Полосатобрюхие дятлы
Полосатобрюхие дятлы (лат. Piculus) — род птиц из семейства дятловых (Picidae). В состав рода включают 7 видов. Распространены в Центральной и Южной Америке. 

## Виды
В состав рода включают 7 видов:
| Изображение | Научное название      | Русское название                  | Распространение |
| ----------- | --------------------- | --------------------------------- | --- |
|             | Piculus simplex       | Рыжекрылый полосатобрюхий дятел   | Коста-Рика, Гондурас, Никарагуа и Панама                                                                            |
|             | Piculus callopterus   | Панамский полосатобрюхий дятел    | Панама |
|             | Piculus litae         | Колумбийский полосатобрюхий дятел | западная Колумбия и северо-западный Эквадор                                                                         |
|             | Piculus leucolaemus   | Белогорлый полосатобрюхий дятел   | бассейн Амазонки, Бразилия, Эквадор, Перу и Боливия                                                                 |
|             | Piculus flavigula     | Желтогорлый полосатобрюхий дятел  | Бразилия и весь бассейн Амазонки; Гайана, Боливия, Венесуэла, Колумбия, Французская Гвиана, Перу, Суринам и Эквадор |
|             | Piculus chrysochloros | Бронзовый полосатобрюхий дятел    | бассейн Амазонки: Аргентина, Боливия, Бразилия, Эквадор, Французская Гвиана, Гайана, Парагвай, Перу и Суринам       |
|             | Piculus aurulentus    | Белобровый полосатобрюхий дятел   | Аргентина, Бразилия и Парагвай                                                                                      |